# Caribbean's Next Top Model
Caribbean's Next Top Model (también abreviado como CNTM o CaribeNTM), es un reality show Caribeño basado en el popular formato estadounidense America's Next Top Model en el que un número de mujeres compite por el título de Caribbean's Next Top Model y una oportunidad para iniciar su carrera en la industria del modelaje.
La serie fue creada por la presentadora y ex-modelo Tyra Banks y en esta versión es presentada por Wendy Fitzwilliam, quien también es modelo. El primer ciclo se estrenó el 18 de febrero de 2013.
La segunda temporada del programa se estrenó el 19 de octubre de 2015, los jueces son los mismos de la primera temporada y Wendy Fitzwilliam se mantiene como presentadora.

## Sinopsis
Caribbean's Next Top Model es un reality basado en el formato estadounidense America's Next Top Model el cual es idea original de Tyra Banks. El programa busca a la mejor modelo del Caribe y para ello las participantes deben pasar por duras pruebas y retos semanales, los cuales serán evaluados por un selecto jurado especializado en el tema de moda y pasarelas.

## Formato
La base de todas las versiones del programa está conformada por un grupo de jóvenes aspirantes a modelo que conviven en la misma casa durante una determinada cantidad de semana al mismo tiempo que forman parte de distintos desafíos y pruebas, photoshoots y encuentros con distintas figuras de la industria del modelaje. Normalmente, la concursante con el peor desempeño de cada semana es eliminada, y así es la dinámica de la competencia hasta que la última concursante que no fue eliminada es coronada como Caribbean's Next Top Model, logra un contrato con una agencia de modelaje y una serie de otros premios.

## Dinámica
La dinámica del reality consta de capítulos de eliminación que son los impares y capítulos de salvación que son los pares. Cada capítulo tiene un reto. En los impares, una modelo saldrá de la competencia y la vencedora tendrá la ventaja sobre las demás modelos en la eliminación. La herramienta del jurado para elegir a la ganadora serán los registros fotográficos. Para los capítulos pares la ganadora obtendrá la salvación y tendrá un premio en dinero que irá aumentando de 5 en 5 millones de pesos. En total se repartirán 250 millones de pesos.

## Equipo del programa

### Presentadora
- Wendy Fitzwilliam: es una ex Miss Trinidad y Tobago, ex Miss Universo y presentadora trinitense nacida en Diego Martín quien representó a Diego Martín en El Miss Trinidad y Tobago, coronándose Miss. Fue presentadora en la Temporada 1 y Temporada 2 del programa Caribbean's Next Top Model.

| Presentadoras     | Temporadas | Temporadas |
| Presentadoras     | 1          | 2          |
| ----------------- | ---------- | ---------- |
| Wendy Fitzwilliam | ♦          | ♦          |

### Jurado
- Wendy Fitzwilliam: es una ex Miss Trinidad y Tobago, ex Miss Universo y presentadora trinitense nacida en Diego Martín quien representó a Diego Martín en El Miss Trinidad y Tobago, coronándose Miss.

- Richard Young: Es un experto en moda.

- Pedro Virgil: fotógrafo de profesión.

| Jueces            | Temporadas | Temporadas |
| Jueces            | 1          | 2          |
| ----------------- | ---------- | ---------- |
| Wendy Fitzwilliam | ♦          | ♦          |
| Richard Young     | ♦          | ♦          |
| Pedro Virgil      | ♦          | ♦          |

## Ciclos
| Ciclo | Fechas de emisión                               | Ganadora        | Finalistas         | Número de concursantes | Destino                   |
| ----- | ----------------------------------------------- | --------------- | ------------------ | ---------------------- | ------------------------- |
| 1     | 18 de febrero de 2013 — 20 de mayo de 2013      | Treveen Stewart | Stephany Francisca | 12                     | Puerto España San Agustín |
| 2     | 19 de octubre de 2015 — 22 de diciembre de 2015 | Kittisha Doyle  | Linda Mejia Torres | 11                     | Bridgetown                |

## Palmarés
| Edición                                           | Capítulos | Fecha | Ganadora        | Segunda            | Tercera      | Cuarta            |
| ------------------------------------------------- | --------- | ----- | --------------- | ------------------ | ------------ | ----------------- |
| [ 1 ] Caribbean's Next Top Model: Primera edición | 11        | 2013  | Treveen Stewart | Stephany Francisca | Susan Chin   | Trudy-Lee Collins |
| [ 2 ] Caribbean's Next Top Model: Segunda edición | 10        | 2015  | Kittisha Doyle  | Linda Mejia Torres | Nicoya Henry | Ayana Whitehead   |